# Uyo
Uyo város Nigéria délkeleti részén. Akwa Ibom az olajtermelő állam fővárosa. Lakossága mintegy félmillió, az agglomerációs körzeté kb. 2 millió fő volt 2016-ban.
Az olajipar miatt igen gyorsan fejlődő város. Közeli repülőterei közé tartozik az Akwa Ibom (Okobo) és Margaret Ekpo nemzetközi repülőtér (Calabar).  
A város egy templomának összeomlása 2016. decemberében (megölve több mint 160 embert), magára vonta a világ figyelmét.

## Nevezetesebb szülöttei
- Obot Denis Samuel (labdarúgó)
- Marshal Johnson (labdarúgó)

## Fordítás
Ez a szócikk részben vagy egészben  az   Uyo című angol Wikipédia-szócikk fordításán alapul.  Az eredeti cikk szerkesztőit annak laptörténete sorolja fel. Ez a jelzés csupán a megfogalmazás eredetét és a szerzői jogokat jelzi, nem szolgál a cikkben szereplő információk forrásmegjelöléseként.